# Seznam sopečných erupcí 20. století
Seznam sopečných erupcí 20. století je seznam sopečných erupcí v 20. století, které v indexu vulkanické aktivity dosáhly alespoň stupně VEI 4. Pokud měla erupce s nižším indexem vážnější následky, je na seznamu výjimečně uvedena.

## Seznam
| VEI | Sopka              | Stát                      | Rok  | Počet obětí | Poznámka | Zdroje |
| --- | ------------------ | ------------------------- | ---- | ----------- | --- | ------ |
| 4   | Soufrière          | Svatý Vincenc a Grenadiny | 1902 | 1 680       | |        |
| 4   | Mont Pelée         | Martinik                  | 1902 | 33 000      | Nejtragičtější sopečná erupce 20. století a nejhorší přírodní katastrofa za celou historii Francie. |        |
| 6   | Santa María        | Guatemala                 | 1902 | 6 000       | |        |
| 4   | Grímsvötn          | Island                    | 1903 |             | |        |
| 4   | Lolobau            | Papua Nová Guinea         | 1904 |             | |        |
| 5   | Ksudač             | Rusko                     | 1907 |             | |        |
| 4   | Lolobau            | Papua Nová Guinea         | 1911 |             | |        |
| 6   | Novarupta          | USA                       | 1912 |             | Nejsilnější erupce 20. století. |        |
| 5   | Colima             | Mexiko                    | 1913 |             | |        |
| 4   | Sakura-džima       | Japonsko                  | 1914 |             | |        |
| 4   | Tungurahua         | Ekvádor                   | 1916 |             | |        |
| 4   | Agrigan            | Severní Mariany           | 1917 |             | |        |
| 4   | Katla              | Island                    | 1918 |             | |        |
| 4   | Kelut              | Indonésie                 | 1919 | 5 000       | |        |
| 4   | Manam Motu         | Papua Nová Guinea         | 1919 |             | |        |
| 4   | Raikoke            | Rusko                     | 1924 |             | |        |
| 5   | Iriomote-džima     | Japonsko                  | 1924 |             | Erupce podmořského vulkánu s vrcholem 200 m pod hladinou moře. |        |
| 4   | Avačinská sopka    | Rusko                     | 1926 |             | |        |
| 4   | Komagatake         | Japonsko                  | 1929 |             | |        |
| 4   | Ključevskaja       | Rusko                     | 1931 |             | |        |
| 4   | Aniakchak          | USA                       | 1931 |             | |        |
| 4   | Fuego              | Guatemala                 | 1932 |             | |        |
| 5   | Cerro Azul         | Chile                     | 1932 |             | Nejsilnější sopečná erupce v historii Chile. Vyvrhováno bylo tolik popela, že v okolí vulkánu změnil den v noc. Později dorazil i do Buenos Aires či Jižní Afriky. |        |
| 5   | Charimkotan        | Rusko                     | 1933 |             | |        |
| 4   | Suoh               | Indonésie                 | 1933 |             | |        |
| 4   | Kučinoerabu-džima  | Japonsko                  | 1933 |             | |        |
| 4   | Rabaul             | Papua Nová Guinea         | 1937 | 507         | |        |
| 4   | Paricutín          | Mexiko                    | 1943 |             | Nejmladší sopka světa. Roku 1943 vyrostla uprostřed kukuřičného pole. Dle odborníků se pravděpodobně jedná o již vyhaslý vulkán. |        |
| 3   | Vesuv              | Itálie                    | 1944 | 20          | Poslední erupce. |        |
| 4   | Avačinská sopka    | Rusko                     | 1945 |             | |        |
| 4   | Vulkán Saryčeva    | Rusko                     | 1946 |             | |        |
| 4   | Hekla              | Island                    | 1947 |             | |        |
| 4   | Ambrym             | Vanuatu                   | 1950 |             | |        |
| 4   | Lamington          | Papua Nová Guinea         | 1951 | 2 942       | |        |
| 4   | Kelut              | Indonésie                 | 1951 |             | |        |
| 4   | Bagana             | Papua Nová Guinea         | 1952 |             | |        |
| 4   | Spurr              | USA                       | 1953 |             | |        |
| 4   | Carrán-Los Venados | Chile                     | 1955 |             | |        |
| 5   | Bezymjannyj        | Rusko                     | 1955 |             | |        |
| 5   | Agung              | Indonésie                 | 1963 | 1 584       | |        |
| 4   | Šiveluč            | Rusko                     | 1964 |             | |        |
| 4   | Taal               | Filipíny                  | 1965 |             | |        |
| 4   | Kelut              | Indonésie                 | 1966 |             | |        |
| 4   | Awu                | Indonésie                 | 1966 |             | |        |
| 4   | La Cumbre          | Ekvádor                   | 1968 |             | |        |
| 4   | Ťaťa               | Rusko                     | 1973 |             | |        |
| 4   | Fuego              | Guatemala                 | 1974 |             | |        |
| 4   | Tolbačik           | Rusko                     | 1975 |             | |        |
| 4   | Augustine          | USA                       | 1976 |             | |        |
| 5   | Mount St. Helens   | USA                       | 1980 | 57          | Nejtragičtější a ekonomicky nejvíc destruktivní sopečná erupce v historii USA. Po vyklenutí severního svahu, z důvodu nadměrné akumulace magmatu, došlo k jeho sesuvu. Tím se odhalilo magma a jeho přívod a nastala tzv. laterální (boční) erupce. Vznikl masivní pyroklastický proud o teplotě 360 °C, jenž se pohyboval rychlostí až 1 000 km/h a zničil lesní porost o ploše 600 km² (víc než rozloha Prahy). Roztáním ledovců na vrcholu se spustily lahary, které v okolí řek napáchaly další značné škody. |        |
| 4   | Alaid              | Rusko                     | 1981 |             | |        |
| 4   | Pagan              | Severní Mariany           | 1981 |             | |        |
| 5   | El Chichón         | Mexiko                    | 1982 | 3 500       | Do stratosféry bylo vyvrženo 7 milionů tun oxidu siřičitého. |        |
| 4   | Galunggung         | Indonésie                 | 1982 |             | |        |
| 4   | Colo               | Indonésie                 | 1983 |             | |        |
| 3   | Nevado del Ruiz    | Kolumbie                  | 1985 | 23 000      | Při erupci se vytvořily masivní lahary, které v okolních roklích nabraly na síle a rychlosti. Následně udeřily na město Armero s 29 000 obyvateli. Sopečný bahnotok ho celé pohltil a zabil tak většinu jeho populace. |        |
| 4   | Augustine          | USA                       | 1986 |             | |        |
| 4   | Chikurachki        | Rusko                     | 1986 |             | |        |
| 4   | Ključevskaja       | Rusko                     | 1987 |             | |        |
| 3   | Mount Redoubt      | USA                       | 1989 |             | Druhá nejnákladnější erupce v historii USA. Do sopečného mraku se dostal nizozemský Boeing 747-400 (let KLM 867), v němž se dohromady nacházelo 245 osob. Sopečný popel obalil vnitřek všech čtyř motorů a ty se zastavily. Naběhly až když letoun klesl na letovou hladinu 4 km. Poté bezpečně přistál, nicméně se musely za 80 milionů dolarů vyměnit všechny čtyři motory. |        |
| 4   | Kelut              | Indonésie                 | 1990 |             | |        |
| 6   | Pinatubo           | Filipíny                  | 1991 |             | Největší průnik sopečných vyvrženin do stratosféry od výbuchu Krakatoi v roce 1883. Pinatubo způsobil na dva roky celosvětové ochlazení planety o 0,5 °C. |        |
| 5   | Cerro Hudson       | Chile                     | 1991 |             | |        |
| 4   | Spurr              | USA                       | 1992 |             | |        |
| 4   | Láscar             | Chile                     | 1993 |             | |        |
| 4   | Rabaul             | Papua Nová Guinea         | 1994 |             | |        |
| 4   | Soufrière Hills    | Montserrat                | 1997 | 19          | Vulkán vygeneroval pyroklastické proudy, jenž rychlostí 360 km/h zničily okolní města. |        |

## Galerie

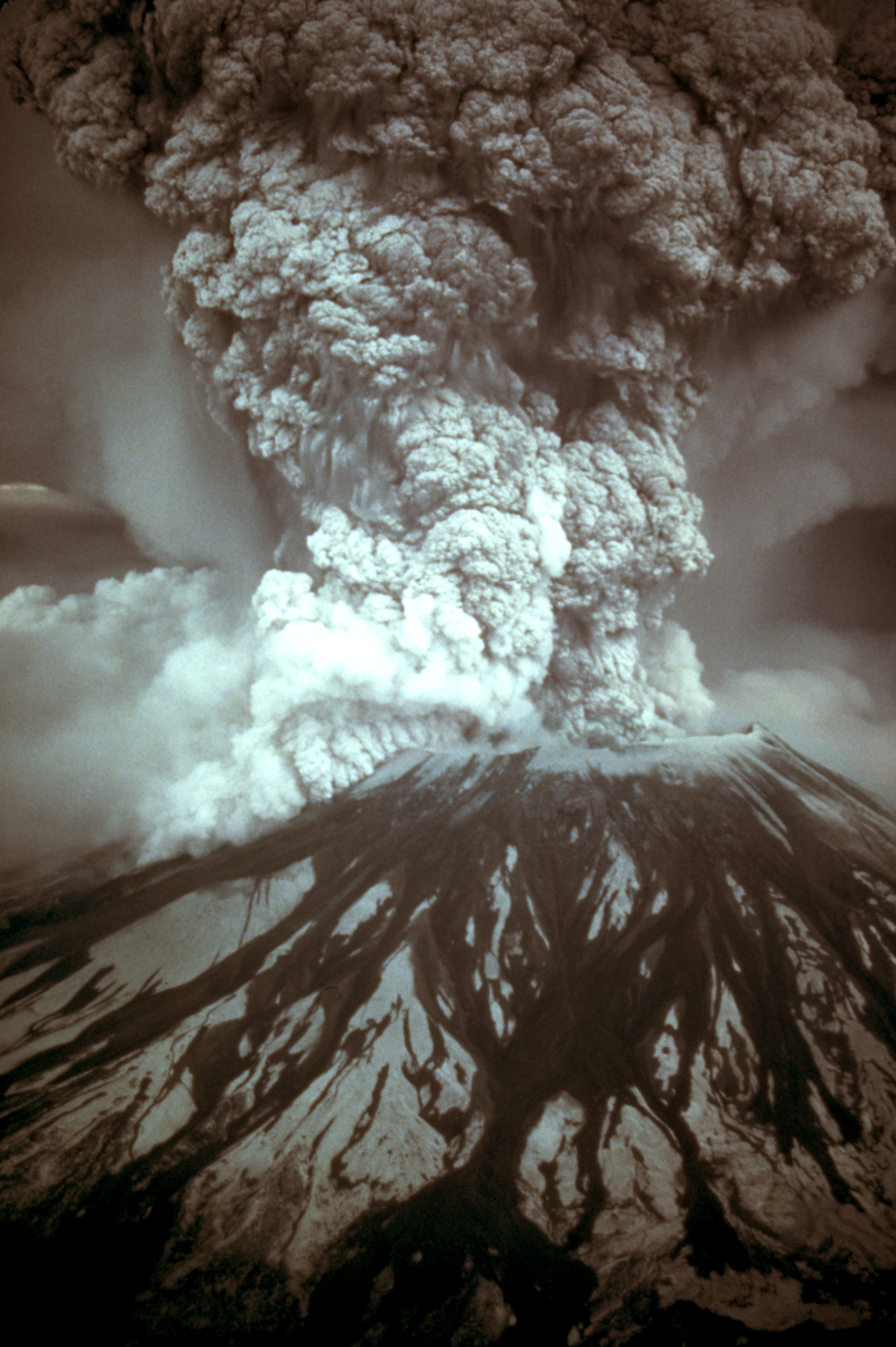
Mount St. Helens (květen 1980).
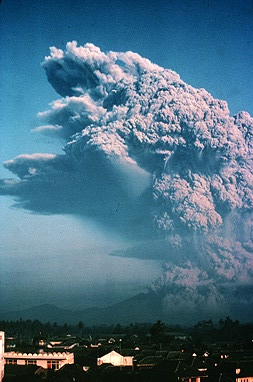
Galunggung (1982).
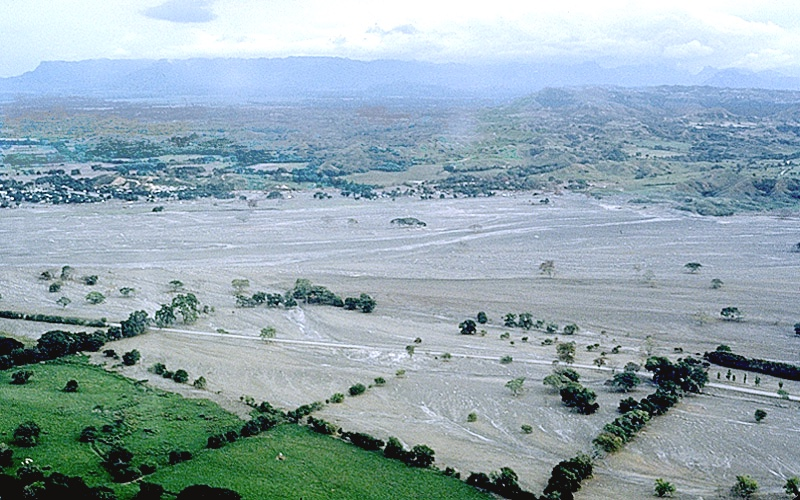
Nevado del Ruiz (listopad 1985).
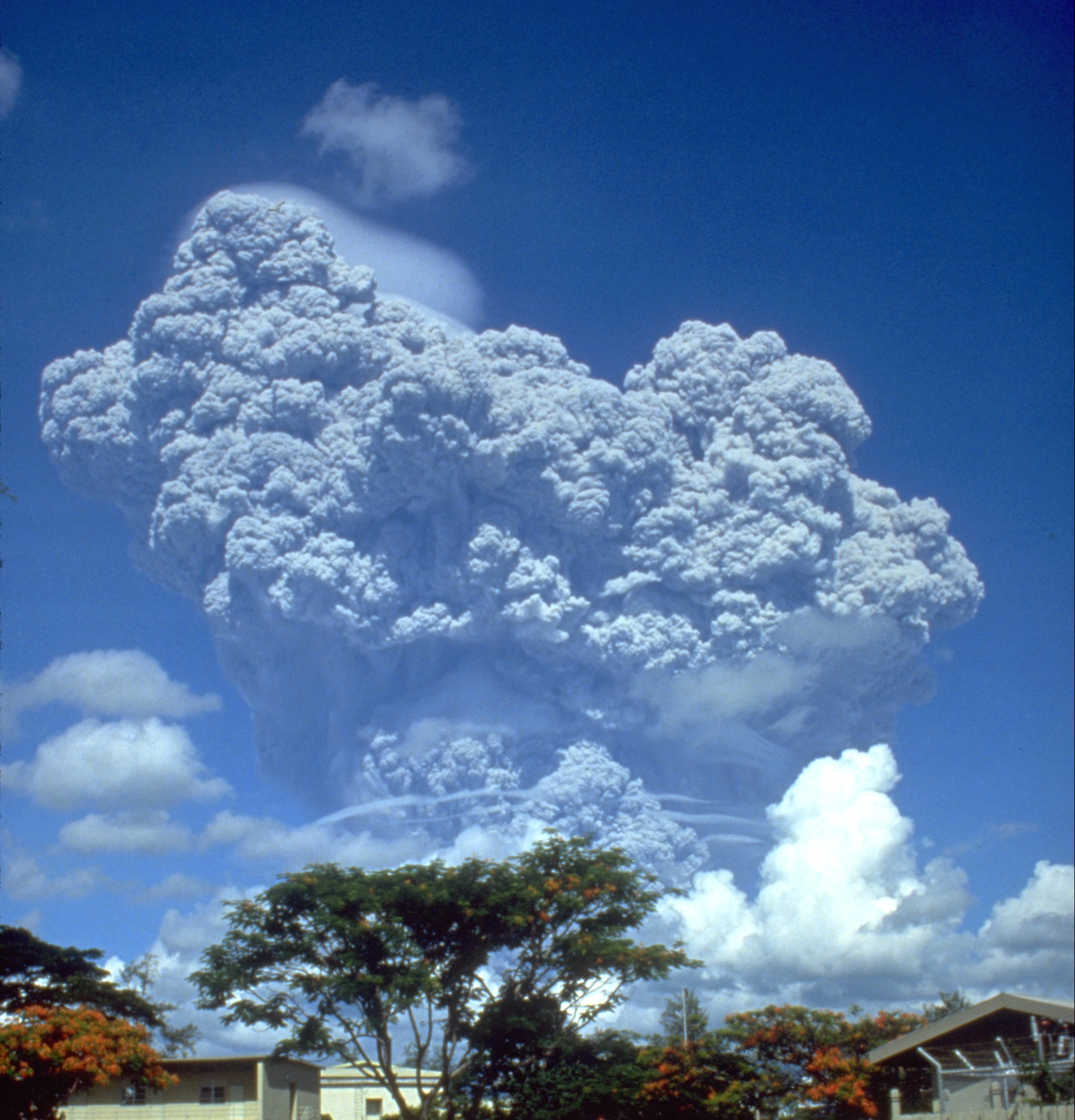
Pinatubo (červen 1991).
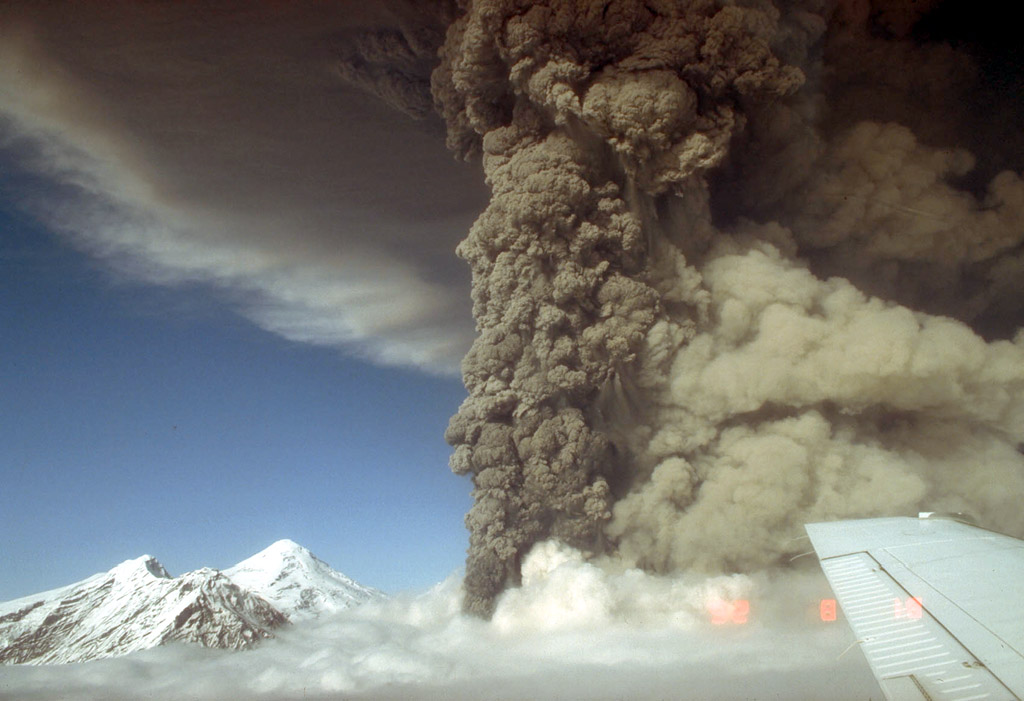
Spurr (srpen 1992).